# Simophion victorovi
Simophion victorovi är en stekelart som beskrevs av Maljavin 1963. Simophion victorovi ingår i släktet Simophion och familjen brokparasitsteklar. Inga underarter finns listade i Catalogue of Life.